# Шанц
Шанц (рум. Șanț) — село у повіті Бистриця-Несеуд в Румунії. Адміністративний центр комуни Шанц.
Село розташоване на відстані 346 км на північ від Бухареста, 44 км на північний схід від Бистриці, 122 км на північний схід від Клуж-Напоки.

## Населення
За даними перепису населення 2002 року у селі проживали 2988 осіб, з них 2980 осіб (99,7%) румунів. Рідною мовою 2983 особи (99,8%) назвали румунську.